# Hyphospora agavacearum
Hyphospora agavacearum är en svampart som beskrevs av A.W. Ramaley 1996. Hyphospora agavacearum ingår i släktet Hyphospora, ordningen Capnodiales, klassen Dothideomycetes, divisionen sporsäcksvampar och riket svampar.   Inga underarter finns listade i Catalogue of Life.